# Lacinipolia roseosuffusa
Lacinipolia roseosuffusa là một loài bướm đêm trong họ Noctuidae.